# 宝坻区图书馆
宝坻区图书馆（英文：Baodi District Library），国家一级图书馆，成立于1977年，现址位于天津市宝坻区南关大街286号，原址位于南街7号，为公共图书馆，建筑面积8190平方米，藏书72.5334万册，其中电子图书44万册，开馆时间为早8:00——晚7:00，节假日照常开馆，馆内分为成人外借部、少儿外借部、期刊部、采编部、辅导部、办公室、多媒体电子阅览室、残疾人阅览室、地方文献资料室、桑梓书院、了凡主题馆。1977年由宝坻县文化馆图书组改组而成，初只设借阅室与阅览室，仅占地面积760平方米，建筑面积720平方米。1989年因馆舍为危房而停止使用。1991年重建，1993年竣工。1999年重建图书馆附楼。
2023年4月20日，宝坻区图书馆新馆开馆，新馆建有两栋楼宇，设有五部四室一院。2023年12月28日，被评为国家一级图书馆。